# Abdul Majeed Waris
Abdul Majeed Waris (Tamale, 19 de setembro de 1991), é um futebolista profissional ganês que atua como atacante. Atualmente, joga pelo Strasbourg.

## Carreira
Waris começou a carreira no BK Häcken.

## Títulos
Porto
- Campeonato Português: 2017–18